# قنصور برودي
قنصور برودي (الاسم العلمي:Colutea frigida) هي نوع نباتي يتبع جنس القنصور من فصيلة البقولية.